# Giulietta de los espíritus
Giuletta de los espíritus (Giulietta degli spiriti) es una película italofrancoalemana de 1965 dirigida por Federico Fellini. Fue el primer largometraje en color del director italiano, después del episodio Las tentaciones del doctor Antonio de la película colectiva Boccaccio 70 de 1962.
Giuletta de los espíritus ganó el Globo de Oro a la mejor película extranjera, y tuvo dos candidaturas a los premios Óscar: a la mejor dirección artística y al mejor vestuario. 

## Argumento
Giulietta (Giulietta Masina) es un ama de casa que duda de la fidelidad de su marido. Por eso acude a reuniones espiritistas buscando una señal que le haga reconocer que aún siente cariño por su marido y que puede recuperar a su amado Giorgio. Por casualidad conoce a Susy, su vecina sexy que sólo vive para el amor, y que estará a punto de dar al traste con las ilusiones de Giulietta.

## Intérpretes
- Giulietta Masina - Giulietta Boldrini
- Sandra Milo - Suzy / Iris / Fanny
- Mario Pisu - Giorgio (marido de Giulietta)
- Valentina Cortese - Valentina
- Valeska Gert - Pijma
- José Luis de Vilallonga - amigo de Giorgio
- Friedrich von Ledebur - Médium (Fredrich Ledebur)
- Caterina Boratto - madre de Giulietta
- Lou Gilbert - Abuelo
- Luisa Della Noce - Adele
- Silvana Jachino - Dolores
- Milena Vukotic - Elisabeta (la señora)
- Fred Williams - agente Lynx-Eyes
- Dany París - amigo desesperado
- Anne Francine - psicodramático
- Sylva Koscina - Sylva (hermana de Giulietta)
- Sabrina Di Sepio - nieta de Giulietta

## Rodaje
Antes de comenzar el rodaje, Fellini mostró al escenógrafo Gherardi una serie de historietas de Antonio Rubino y Attilio Mussino, dado que pretendía poner en su película «todo el sabor y la magia de aquellos dibujos, a pesar de que el cine como tal se caracteriza por una objetividad inmediata difícil de superar».

## Premios
Premios del Círculo de Críticos de Cine de Nueva York
| Categoría                           | Resultado |
| ----------------------------------- | --------- |
| Mejor película en lengua extranjera | Ganadora  |